# Smædevers
Et smædevers eller smædedigt er en litterær genre, der i Danmark særligt blev brugt i 1700-tallet under enevælden med det formål at latterliggøre, håne eller kritisere bestemte personer eller samfundsstrukturer. Grundet enevældens censurlove, havde smædevers oftest anonym forfatter.

## Kendetegn ved genren
Smædeversgenrens stil er i særdeleshed kendetegnet ved at være en parodi over barokkens hyldestdigte til højtstående personer. Et af principperne i hyldestdigningen var, at der skulle være overensstemmelse mellem form og indhold, således at den storslåede lovprisning af subjektet blev parret med en tilsvarende høj stil. En del smædevers bryder bevidst med princippet om overensstemmelse mellem form og indhold, og benytter sig af høj stil om nedrigt indhold, for således både at parodiere stilen og subjektet. Man vil derfor ofte se, at smædevers er skrevet på klassiske versemål såsom aleksandrinere.
Et eksempel på et smædevers med høj stil og lavt indhold er følgende uddrag fra Hans Nordrups digt "Een Parfumered Suppliqve giort Til een Stoer Herre Lort" fra 1717:
| Citat              | Endskiønt jeg i mit skit maa traske langs af Gaden Dog bunker jeg saa dybt for hver een Lort j Staden Helst om hand Skildvagt staar ved nogen Herre port Paa timen raaber jeg, Høybydende herr Lort.(...) | Citat |
| Hans Nordrup, 1717 | |       |

## Anonymitet og censur
Efter enevældens indførsel blev censuren systematiseret gennem censurforordningen af 1667 og censorerne blev udpeget blandt professorerne ved Københavns Universitet. Det var derfor ulovligt at trykke og udgive litteratur uden at teksten havde gennemgået censur. Den enevældige konge var legitimeret ved at være guddommeligt indstiftet, og enhver kritik af kongen, regeringen og landets politik ansås derfor som kætteri. Censorerne skulle derfor sikrer, at de udgivne tekster ikke var i strid med enevældige styres idealer. Det var desuden ulovligt, at rette kritik mod enkeltpersoner, da dette ansås som æreskrænkelse. Anonymitet og påpasselighed var derfor et vilkår, hvis man ønskede at skrive smædeskrifter under enevælden.

## Smædevers i det offentlige rum
I 1600- og 1700-tallet var det normal praksis at ophænge smædevers i det offentlige rum. Offentligt ophængte smædevers blev under enevælden kaldt for paskviller.    Kirkedøre, rådhuse og offerets egen dør, var almindelige steder at opslå smædevers, og i København var det særligt populært at ophænge smædevers på Børsen. Da versene som regel var anonyme håndskrifter, gjorde ophængningen i byrummet det muligt at kommentere på politiske begivenheder og kritiserer personer offentligt, uden at forfatteren selv blev udstillet.